# 田口連三
田口 連三（たぐち れんぞう、1906年2月3日 - 1990年3月14日）は、日本の実業家。石川島播磨重工業社長や、同社会長、日本機械工業連合会会長、日本・トルコ協会会長などを歴任した。

## 人物・経歴
山形県出身。1929年米沢高等工業学校（現山形大学工学部）機械科卒業、石川島造船所入社。1950年取締役に昇格。1964年社長。1970年日本機械工業連合会会長。1972年会長。1973年日本産業広告協会会長。1979年相談役。1980年日本・トルコ協会会長。日本銀行参与なども務めた。